# Gjalha Peri
Gjalha Peri (také Gyala Peri) je hora vysoká 7 294 m n. m. nacházející se v Čínské lidové republice v pohoří Himálaj.

## Prvovýstup
První výstup na vrchol Gjalha Peri byl proveden v roce 1986 japonskou expedicí. Expedice strávila na hoře asi jeden a půl měsíce. Nejsou zaznamenány žádné další výstupy na vrchol.